# Ordine imperiale di Pietro I
L'Ordine imperiale di Pietro I fu un ordine cavalleresco dell'Impero del Brasile.

## Storia
L'ordine venne fondato il 16 aprile 1826 dall'imperatore Pietro I per celebrare la propria figura come primo pater patriae del Brasile e fondatore dell'impero.
L'ordine cessò di essere concesso con la proclamazione della Repubblica brasiliana nel 1890.

## Insegne
La medaglia dell'ordine era costituita da una corona all'antica in oro, sormontata da un dragone alato anch'esso d'oro portante al collo uno scudo con le iniziali "PI" (Pietro I) e circondato da una corona d'alloro con il motto "FUNDADOR DO IMPERIO DE BRASIL" (fondatore dell'Impero del Brasile), il tutto sormontato dalla corona imperiale brasiliana.
La placca era costituita da una decorazione a raggera dorata sulla quale si trovava una stella a cinque punte d'oro, smaltata di bianco e pomata d'oro al centro della quale stava corona all'antica in oro, sormontata da un dragone alato anch'esso d'oro portante al collo uno scudo con le iniziali "PI" (Pietro I), circondato da un anello smaltato di blu con impresso in oro il motto "FUNDADOR DO IMPERIO DE BRASIL" (fondatore dell'Impero del Brasile), il tutto sormontato dalla corona imperiale brasiliana.
Il nastro era azzurro con una striscia bianca per parte.

## Insigniti notabili
- Francesco II d'Asburgo-Lorena, imperatore d'Austria (1827)
- Luigi d'Orleans, XVI duca di Nemours, (23 settembre 1864)
- Francesco II, re del Regno delle Due Sicilie (27 gennaio 1866)
- Luís Alves de Lima e Silva, duca di Caxias (26 dicembre 1868)
- Alessandro III, zar di Russia (15 settembre 1868)